# ギー・ムッシー
ギー・ムッシー（Guy Moussi、1985年1月23日 - ）は、フランス出身のプロサッカー選手。ポジションはミッドフィルダー。
元カメルーン代表のパトリック・エムボマは従兄弟である。

## 経歴

### アンジェSCO
2004年にフランスのアンジェSCOでプロデビュー。アンジェSCOでは6シーズン過ごし、リーグ戦カップ戦合わせて120試合に出場した。2008年6月30日にノッティンガム・フォレストFCへの移籍が発表された

### ノッティンガム・フォレストFC
夏にノッティンガム・フォレストFCに移籍しイングランドでのサッカー生命を始めた彼は中盤のメンバーとして定着した。しかし、初シーズンは怪我に苦しみ大部分の出場を逃した。2009-10シーズン初めに怪我から回復すると、10月20日にホームで行われたバーンズリーFC戦のアディショナルタイムに決勝点を挙げ、1-0での勝利に貢献した。ここで舞い上がり過ぎた彼は二枚目のイエローカードを提示され、退場となった。
2011年7月19日にはエヴァートンFC、ウィガン・アスレティックFC、ストーク・シティFC、ウェスト・ブロムウィッチ・アルビオンFCへの移籍が囁かれた中、6月30日に消滅したノッティンガム・フォレストFCとの契約を更新した。
2013年11月14日には2014年1月2日までの契約でミルウォールFCへのレンタル移籍にサインした。
2014年5月28日には契約を更新しない事が発表された。

### バーミンガム・シティFC
2014年11月、フットボールリーグ・チャンピオンシップに所属するバーミンガム・シティFCに2ヶ月の契約で移籍する事が発表された。契約が終わると彼は給与全額を4つの慈善団体に寄付した。それらの団体はバーミンガム・シティ・ディスエイブル・サポーターズ・クラブ、ストップ・エボラ、パリの教会（MIGDM: Mission Internationale des Guérisons des Délivrances des Miracles）、そしてTEVソマ・チャリティと云うソマ炭鉱爆発事故の犠牲者を支援する団体であった。12月13日のレディングFCとのリーグ戦で途中出場し初出場し、この試合は6-1の快勝に終わった。ここではトップチームで安定した出場を得る可能性も低く、契約も延長されなかったため、再びノッティンガム・フォレストFCの前に現れた時は温かく迎えられた。

### HJKヘルシンキ
2015年2月の移籍市場閉鎖日にフィンランドのHJKヘルシンキに移籍。田中亜土夢やハーフナー・マイクとチームメイトになり、Jリーグや日本に興味を持った。